# Nederlands Instituut voor Onderzoek van de Gezondheidszorg
Het Nederlands Instituut voor Onderzoek van de Gezondheidszorg, oorspronkelijk het Nederlands Instituut Voor onderzoek van de EersteLijnsgezondheidszorg (Nivel), onderzoekt de effectiviteit en kwaliteit van de gezondheidszorg in Nederland en de relaties tussen zorgaanbieders, zorgconsumenten, zorgverzekeraars en de overheid. Daarnaast doet het instituut internationaal onderzoek naar de gezondheidszorg in Europa.
Het Nivel is een onafhankelijk onderzoeksinstituut. Het heeft volgens de statuten een publicatieplicht en over elk onderzoek wordt dus openbaar gepubliceerd. Het merendeel van het onderzoek wordt gedaan op projectbasis. De onderzoeksgegevens worden gebruikt door een groot aantal partijen, afkomstig uit de overheid en (koepels van) zorgverzekeraars, beroepsgroepen, zorginstellingen en patiënten- en consumentenorganisaties. 

## Geschiedenis
Het Nivel ging op 1 januari 1985 van start als Nederlands Instituut Voor onderzoek van de EersteLijnsgezondheidszorg, als voortzetting van het werk van het in 1965 opgerichte Nederlands Huisartsen Instituut. In 1995 werd het onderzoeksdomein verbreed tot de gehele curatieve zorg. De naam Nivel werd vanwege de herkenbaarheid gehandhaafd.

## Activiteiten
Het Nivel beheert een groot aantal panels en databanken, die ingezet worden voor het beantwoorden van verschillende onderzoeksvragen. Het gaat om panels van patiënten of consumenten en verpleegkundigen en om databases waarin gegevens worden verzameld over het aanbod en de praktijk van de zorg bij onder meer huisartsen, paramedici en eerstelijns-psychologen. Deze databases geven bijvoorbeeld inzicht in de manier waarop artsen communiceren met hun patiënten, welke behandelingen worden ingezet bij welke klachten, maar ook antwoord op de vraag hoeveel mensen met griepklachten bij de huisarts komen.

## Onderzoekspartners
Het Nivel neemt samen met de Universiteit Maastricht, de Vrije Universiteit Amsterdam en de  Radboud Universiteit Nijmegen deel aan door de Koninklijke Nederlandse Akademie van Wetenschappen erkende onderzoeksschool Netherlands School of Primary Care (CaRe) (Nederlands instituut voor eerstelijnsgezondheidszorg). Een aantal stafleden van het Nivel is hoogleraar aan een universiteit.
Het Nivel was eerder ‘Collaborating Centre’ van de Wereldgezondheidsorganisatie (WHO) en bestudeerde  de ontwikkelingen in de (eerstelijns)gezondheidszorg in Europa. Het is het enige instituut in de Europese regio op dit onderzoeksgebied.
Het Nivel participeert in verschillende door de Europese Unie gefinancierde onderzoeksprojecten.

## Financiering
In 2017 had het Nivel een omzet van €12,3 mln. Bij het Nivel werken circa 150 mensen, van wie ongeveer 100 onderzoekers.

## Bestuurlijk model
Het Nivel is een stichting en heeft sinds 2009 een Raad van toezicht. Deze houdt toezicht op het besturen van de stichting door de directie. 